# Вигнеров 3-j симбол
Вигнеров 3-j симбол, такође зван и 3j симбол или 3-jm симбол повезан је са Клебш-Гордановим коефицијентима:
{\displaystyle {\begin{pmatrix}j_{1}&j_{2}&j_{3}\\m_{1}&m_{2}&m_{3}\end{pmatrix}}\equiv {\frac {(-1)^{j_{1}-j_{2}-m_{3}}}{\sqrt {2j_{3}+1}}}\langle j_{1}m_{1}j_{2}m_{2}|j_{3}\,{-m_{3}}\rangle .}

## Симетрије
Вигнеров 3-j симбол је инваријантан у случају парних пермутација ступаца (колона):
{\displaystyle {\begin{pmatrix}j_{1}&j_{2}&j_{3}\\m_{1}&m_{2}&m_{3}\end{pmatrix}}={\begin{pmatrix}j_{2}&j_{3}&j_{1}\\m_{2}&m_{3}&m_{1}\end{pmatrix}}={\begin{pmatrix}j_{3}&j_{1}&j_{2}\\m_{3}&m_{1}&m_{2}\end{pmatrix}}.}
У случају непарне пермутације колона добија се фазни фактор:
{\displaystyle {\begin{pmatrix}j_{1}&j_{2}&j_{3}\\m_{1}&m_{2}&m_{3}\end{pmatrix}}=(-1)^{j_{1}+j_{2}+j_{3}}{\begin{pmatrix}j_{2}&j_{1}&j_{3}\\m_{2}&m_{1}&m_{3}\end{pmatrix}}=(-1)^{j_{1}+j_{2}+j_{3}}{\begin{pmatrix}j_{1}&j_{3}&j_{2}\\m_{1}&m_{3}&m_{2}\end{pmatrix}}.}
Промјеном знака {\displaystyle m} бројева добија се фазни фактор:
{\displaystyle {\begin{pmatrix}j_{1}&j_{2}&j_{3}\\-m_{1}&-m_{2}&-m_{3}\end{pmatrix}}=(-1)^{j_{1}+j_{2}+j_{3}}{\begin{pmatrix}j_{1}&j_{2}&j_{3}\\m_{1}&m_{2}&m_{3}\end{pmatrix}}.}
Постоје и 72 Регеове симетрије, које дају:
{\displaystyle {\begin{pmatrix}j_{1}&j_{2}&j_{3}\\m_{1}&m_{2}&m_{3}\end{pmatrix}}={\begin{pmatrix}j_{1}&{\frac {j_{2}+j_{3}-m_{1}}{2}}&{\frac {j_{2}+j_{3}+m_{1}}{2}}\\j_{3}-j_{2}&{\frac {j_{2}-j_{3}-m_{1}}{2}}-m_{3}&{\frac {j_{2}-j_{3}+m_{1}}{2}}+m_{3}\end{pmatrix}}.}
{\displaystyle {\begin{pmatrix}j_{1}&j_{2}&j_{3}\\m_{1}&m_{2}&m_{3}\end{pmatrix}}=(-1)^{j_{1}+j_{2}+j_{3}}{\begin{pmatrix}{\frac {j_{2}+j_{3}+m_{1}}{2}}&{\frac {j_{1}+j_{3}+m_{2}}{2}}&{\frac {j_{1}+j_{2}+m_{3}}{2}}\\j_{1}-{\frac {j_{2}+j_{3}-m_{1}}{2}}&j_{2}-{\frac {j_{1}+j_{3}-m_{2}}{2}}&j_{3}-{\frac {j_{1}+j_{2}-m_{3}}{2}}\end{pmatrix}}.}

## Релације ортогоналности
{\displaystyle (2j+1)\sum _{m_{1}m_{2}}{\begin{pmatrix}j_{1}&j_{2}&j\\m_{1}&m_{2}&m\end{pmatrix}}{\begin{pmatrix}j_{1}&j_{2}&j'\\m_{1}&m_{2}&m'\end{pmatrix}}=\delta _{jj'}\delta _{mm'}.}
{\displaystyle \sum _{jm}(2j+1){\begin{pmatrix}j_{1}&j_{2}&j\\m_{1}&m_{2}&m\end{pmatrix}}{\begin{pmatrix}j_{1}&j_{2}&j\\m_{1}'&m_{2}'&m\end{pmatrix}}=\delta _{m_{1}m_{1}'}\delta _{m_{2}m_{2}'}.}
{\displaystyle \sum _{m_{1}m_{2}m_{3}}{\begin{pmatrix}j_{1}&j_{2}&j_{3}\\m_{1}&m_{2}&m_{3}\end{pmatrix}}{\begin{pmatrix}j_{1}&j_{2}&j_{3}\\m_{1}&m_{2}&m_{3}\end{pmatrix}}=1.}

## Инверзна релација
Инверзна релација добија се супституцијом {\displaystyle m_{3}\rightarrow -m_{3}}:
{\displaystyle m_{3}\rightarrow -m_{3}}
{\displaystyle \langle j_{1}m_{1}j_{2}m_{2}|j_{3}m_{3}\rangle =(-1)^{-j_{1}+j_{2}-m_{3}}{\sqrt {2j_{3}+1}}{\begin{pmatrix}j_{1}&j_{2}&j_{3}\\m_{1}&m_{2}&-m_{3}\end{pmatrix}}.}

## Скаларна инваријантност
Следећи продукт три ротациона стања са 3-j симболом је иваријантан на ротације:
{\displaystyle \sum _{m_{1}=-j_{1}}^{j_{1}}\sum _{m_{2}=-j_{2}}^{j_{2}}\sum _{m_{3}=-j_{3}}^{j_{3}}|j_{1}m_{1}\rangle |j_{2}m_{2}\rangle |j_{3}m_{3}\rangle {\begin{pmatrix}j_{1}&j_{2}&j_{3}\\m_{1}&m_{2}&m_{3}\end{pmatrix}},}

## Селекциона правила
Вигнеров 3-j симбол није једнак 0 само ако су задовољена следећа селекциона правила:
{\displaystyle m_{1}+m_{2}+m_{3}=0\,}
{\displaystyle j_{1}+j_{2}+j_{3}\,} цели број
{\displaystyle |m_{i}|\leq j_{i}}
{\displaystyle |j_{1}-j_{2}|\leq j_{3}\leq j_{1}+j_{2}}.

## Веза са сферним хармоницима и Лежандровим полиномима
Интеграл три сферна хармоника дат је преко 3-jm симбола:
{\displaystyle {\begin{aligned}&{}\quad \int Y_{l_{1}m_{1}}(\theta ,\varphi )Y_{l_{2}m_{2}}(\theta ,\varphi )Y_{l_{3}m_{3}}(\theta ,\varphi )\,\sin \theta \,\mathrm {d} \theta \,\mathrm {d} \varphi \\&={\sqrt {\frac {(2l_{1}+1)(2l_{2}+1)(2l_{3}+1)}{4\pi }}}{\begin{pmatrix}l_{1}&l_{2}&l_{3}\\[8pt]0&0&0\end{pmatrix}}{\begin{pmatrix}l_{1}&l_{2}&l_{3}\\m_{1}&m_{2}&m_{3}\end{pmatrix}}\end{aligned}}}
где су {\displaystyle l_{1}}, {\displaystyle l_{2}} and {\displaystyle l_{3}} цели бројеви.
Сличан израз постоји за спинске сферне хармонике:
{\displaystyle {\begin{aligned}&{}\quad \int d{\mathbf {\hat {n}} }{}_{s_{1}}Y_{j_{1}m_{1}}({\mathbf {\hat {n}} }){}_{s_{2}}Y_{j_{2}m_{2}}({\mathbf {\hat {n}} }){}_{s_{3}}Y_{j_{3}m_{3}}({\mathbf {\hat {n}} })\\[8pt]&={\sqrt {\frac {(2j_{1}+1)(2j_{2}+1)(2j_{3}+1)}{4\pi }}}{\begin{pmatrix}j_{1}&j_{2}&j_{3}\\m_{1}&m_{2}&m_{3}\end{pmatrix}}{\begin{pmatrix}j_{1}&j_{2}&j_{3}\\-s_{1}&-s_{2}&-s_{3}\end{pmatrix}}\end{aligned}}}

## Рекурзивне релације
Рекурзивне релације за {\displaystyle m} коефицијенте:
{\displaystyle {\begin{aligned}&{}\quad -{\sqrt {(l_{3}\mp s_{3})(l_{3}\pm s_{3}+1)}}{\begin{pmatrix}l_{1}&l_{2}&l_{3}\\s_{1}&s_{2}&s_{3}\pm 1\end{pmatrix}}\\&={\sqrt {(l_{1}\mp s_{1})(l_{1}\pm s_{1}+1)}}{\begin{pmatrix}l_{1}&l_{2}&l_{3}\\s_{1}\pm 1&s_{2}&s_{3}\end{pmatrix}}+{\sqrt {(l_{2}\mp s_{2})(l_{2}\pm s_{2}+1)}}{\begin{pmatrix}l_{1}&l_{2}&l_{3}\\s_{1}&s_{2}\pm 1&s_{3}\end{pmatrix}}\end{aligned}}}
Рекурзивне релације за {\displaystyle j} коефицијенте:
{\displaystyle {\begin{aligned}&{}\quad (2j_{1}+1)\left((j_{2}(j_{2}+1)-j_{3}(j_{3}+1))m_{1}-j_{1}(j_{1}+1)(m_{3}-m_{2})\right){\begin{pmatrix}j_{1}&j_{2}&j_{3}\\m_{1}&m_{2}&m_{3}\end{pmatrix}}\\&=(j_{1}+1)\left(j_{1}^{2}-(j_{2}-j_{3})^{2}\right)^{\frac {1}{2}}\left((j_{2}+j_{3}+1)^{2}-j_{1}^{2}\right)^{\frac {1}{2}}\left(j_{1}^{2}-m_{1}^{2}\right)^{\frac {1}{2}}{\begin{pmatrix}j_{1}-1&j_{2}&j_{3}\\m_{1}&m_{2}&m_{3}\end{pmatrix}}\\&+j_{1}\left((j_{1}+1)^{2}-(j_{2}-j_{3})^{2}\right)^{\frac {1}{2}}\left((j_{2}+j_{3}+1)^{2}-(j_{1}+1)^{2}\right)^{\frac {1}{2}}\left((j_{1}+1)^{2}-m_{1}^{2}\right)^{\frac {1}{2}}{\begin{pmatrix}j_{1}+1&j_{2}&j_{3}\\m_{1}&m_{2}&m_{3}\end{pmatrix}}\end{aligned}}}

## Асимптотски изрази
За {\displaystyle l_{1}\ll l_{2},l_{3}} веће од нула 3-j симбол је:
{\displaystyle {\begin{pmatrix}l_{1}&l_{2}&l_{3}\\m_{1}&m_{2}&m_{3}\end{pmatrix}}\approx (-1)^{l_{3}+m_{3}}{\frac {d_{m_{1},l_{3}-l_{2}}^{l_{1}}(\theta )}{\sqrt {2l_{3}+1}}}}
где је {\displaystyle \cos(\theta )=-2m_{3}/(2l_{3}+1)} и {\displaystyle d_{mn}^{l}} је мала Вигнерова функција. Боља апроксимација добија се помоћу Реге симетрија:
{\displaystyle {\begin{pmatrix}l_{1}&l_{2}&l_{3}\\m_{1}&m_{2}&m_{3}\end{pmatrix}}\approx (-1)^{l_{3}+m_{3}}{\frac {d_{m_{1},l_{3}-l_{2}}^{l_{1}}(\theta )}{\sqrt {l_{2}+l_{3}+1}}}}
где је {\displaystyle \cos(\theta )=(m_{2}-m_{3})/(l_{2}+l_{3}+1)}.

## Остала својства
{\displaystyle \sum _{m}(-1)^{j-m}{\begin{pmatrix}j&j&J\\m&-m&0\end{pmatrix}}={\sqrt {2j+1}}~\delta _{J0}}
{\displaystyle {\frac {1}{2}}\int _{-1}^{1}P_{l_{1}}(x)P_{l_{2}}(x)P_{l}(x)\,dx={\begin{pmatrix}l&l_{1}&l_{2}\\0&0&0\end{pmatrix}}^{2}}

## Израчунавање
Општи израз за Вигнеров 3-j симбол је подоста компликован:
{\displaystyle {\begin{matrix}{\begin{pmatrix}j_{1}&j_{2}&j_{3}\\-m_{1}&-m_{2}&-m_{3}\end{pmatrix}}=&{\frac {{(j_{1}+j_{2}-j_{3})!}{(j_{1}-j_{2}+j_{3})!}{(-j_{1}+j_{2}+j_{3})!}}{(j_{1}+j_{2}+j_{3}+1)!}}\times \\&[{(j_{1}+m_{1})!}{(j_{1}-m_{1})!}{(j_{2}+m_{2})!}{(j_{2}-m_{2})!}{(j_{3}+m_{3})!}{(j_{3}-m_{3})!}]^{\frac {1}{2}}\times \\&\sum _{z=-\infty }^{\infty }{\frac {(-1)^{z+j_{1}+j_{2}-m_{3}}}{{z!}{(j_{1}+j_{2}-j_{3}-z)!}{(j_{1}-m_{1}-z)!}{(j_{2}-m_{2}-z)!}{(j_{3}-j_{2}+m_{1}+z)!}{(j_{3}-j_{1}-m_{2}+z)!}}}\end{matrix}}}

## Формула за једноставније коефицијенте
{\displaystyle {\begin{pmatrix}j&j&0\\m&-m&0\end{pmatrix}}={\frac {(-1)^{j-m}}{(2j+1)^{\frac {1}{2}}}}}
{\displaystyle {\begin{pmatrix}j&j&1\\m&-m&0\end{pmatrix}}=(-1)^{j-m}{\frac {2m}{\left(2j(2j+1)(2j+2)\right)^{\frac {1}{2}}}}}
За {\displaystyle j_{3}=1/2}:
{\displaystyle {\begin{pmatrix}j+{\frac {1}{2}}&j&{\frac {1}{2}}\\m&-m-{\frac {1}{2}}&{\frac {1}{2}}\end{pmatrix}}=(-1)^{j-m-{\frac {1}{2}}}[{\frac {j-m-{\frac {1}{2}}}{(2j+1)(2j+2)}}]^{\frac {1}{2}}}
За {\displaystyle j_{3}=1}:
{\displaystyle {\begin{pmatrix}j+{\frac {1}{2}}&j&{\frac {1}{2}}\\m&-m-{\frac {1}{2}}&{\frac {1}{2}}\end{pmatrix}}=(-1)^{j-m-{\frac {1}{2}}}[{\frac {j-m-{\frac {1}{2}}}{(2j+1)(2j+2)}}]^{\frac {1}{2}}}
За {\displaystyle j_{3}=3/2}:
{\displaystyle (-1)^{j-m+{\frac {1}{2}}}{\begin{pmatrix}j_{1}&j&{\frac {3}{2}}\\m&-m-m_{3}&m_{3}\end{pmatrix}}}
| {\displaystyle j_{1}=}           | {\displaystyle m_{3}={\frac {1}{2}}}                                                                                                |
| -------------------------------- | --- |
| {\displaystyle j+{\frac {1}{2}}} | {\displaystyle -(j+3m+{\frac {3}{2}})[{\frac {j-m+{\frac {1}{2}}}{2j(2j+1)(2j+2)(2j+3)}}]^{\frac {1}{2}}}                           |
| {\displaystyle j+{\frac {3}{2}}} | {\displaystyle -[{\frac {3(j-m+{\frac {1}{2}})(j-m+{\frac {3}{2}})(j+m+{\frac {3}{2}})}{(2j+1)(2j+2)(2j+3)(2j+4)}}]^{\frac {1}{2}}} |
| {\displaystyle j_{1}=}           | {\displaystyle m_{3}={\frac {3}{2}}}                                                                                                |
| {\displaystyle j+{\frac {1}{2}}} | {\displaystyle [{\frac {3(j-m-{\frac {1}{2}})(j-m+{\frac {1}{2}})(j+m+{\frac {3}{2}})}{2j(2j+1)(2j+2)(2j+3)}}]^{\frac {1}{2}}}      |
| {\displaystyle j+{\frac {3}{2}}} | {\displaystyle -[{\frac {(j-m-{\frac {1}{2}})(j-m+{\frac {1}{2}})(j-m+{\frac {3}{2}})}{(2j+1)(2j+2)(2j+3)(2j+4)}}]^{\frac {1}{2}}}  |

За {\displaystyle j_{3}=2}:
{\displaystyle (-1)^{j-m}{\begin{pmatrix}j_{1}&j&2\\m&-m-m_{3}&m_{3}\end{pmatrix}}}
| {\displaystyle j_{1}=} | {\displaystyle m_{3}=0}                                                                                    |
| ---------------------- | --- |
| {\displaystyle j}      | {\displaystyle {\frac {2[3m^{2}-j(j+1)]}{[(2j-1)2j(2j+1)(2j+2)(2j+3)]^{\frac {1}{2}}}}}                    |
| {\displaystyle j+1}    | {\displaystyle -2m[{\frac {6(j+m+1)(j-m+1)}{2j(2j+1)(2j+2)(2j+3)(2j+4)}}]^{\frac {1}{2}}}                  |
| {\displaystyle j+2}    | {\displaystyle [{\frac {6(j+m+2)(j+m+1)(j-m+2)(j-m+1)}{2j(2j+1)(2j+2)(2j+3)(2j+4)(2j+5)}}]^{\frac {1}{2}}} |
| {\displaystyle j_{1}=} | {\displaystyle m_{3}=1}                                                                                    |
| {\displaystyle j}      | {\displaystyle (1+2m)[{\frac {6(j+m+1)(j-m)}{(2j-1)2j(2j+1)(2j+2)(2j+3)}}]^{\frac {1}{2}}}                 |
| {\displaystyle j+1}    | {\displaystyle -2(j+2m+2)[{\frac {(j-m+1)(j-m)}{2j(2j+1)(2j+2)(2j+3)(2j+4)}}]^{\frac {1}{2}}}              |
| {\displaystyle j+2}    | {\displaystyle 2[{\frac {(j+m+2)(j-m+2)(j-m+1)(j-m)}{2j(2j+1)(2j+2)(2j+3)(2j+4)(2j+5)}}]^{\frac {1}{2}}}   |
| {\displaystyle j_{1}=} | {\displaystyle m_{3}=2}                                                                                    |
| {\displaystyle j}      | {\displaystyle [{\frac {6(j-m-1)(j-m)(j+m+1)(j+m+2)}{(2j-1)2j(2j+1)(2j+2)(2j+3)}}]^{\frac {1}{2}}}         |
| {\displaystyle j+1}    | {\displaystyle -2[{\frac {(j-m-1)(j-m)(j-m+1)(j+m+2)}{2j(2j+1)(2j+2)(2j+3)(2j+4)}}]^{\frac {1}{2}}}        |
| {\displaystyle j+2}    | {\displaystyle [{\frac {(j-m-1)(j-m)(j-m+1)(j-m+2)}{2j(2j+1)(2j+2)(2j+3)(2j+4)(2j+5)}}]^{\frac {1}{2}}}    |